# Proyecto Microbioma Humano
El Proyecto Microbioma Humano (HMP siglas en inglés) surgió como una iniciativa del Instituto Nacional de Salud (Estados Unidos) (NIH) con el objetivo de la identificación y caracterización de los microorganismos que se encuentran asociados a humanos, tanto en la salud como en la enfermedad, es decir, del microbioma humano. Comenzando en 2008, fue un proyecto con duración de cinco años, caracterizado como estudio de factibilidad, y con un presupuesto total de 115 millones de dólares. El fin último de éste y de otros proyectos similares patrocinados por el NIH y relacionados con el microbioma, era probar cómo los cambios en el microbioma humano están asociados con la salud o enfermedad humana; sin embargo, este tema todavía no se entiende del todo bien.
Los métodos de caracterización de comunidades microbianas independientes de su cultivo fueron importantes componentes del Proyecto Microbioma Humano, como la metagenómica (que proporciona una amplia perspectiva genética de una comunidad microbiana), y la secuenciación de genoma completo (que proporciona una "profunda" perspectiva genética sobre ciertos aspectos de una comunidad dada, por ejemplo las especies de bacterias que la componen). La última sirvió para proporcionar secuencias genómicas de referencia con fines comparativos durante el posterior análisis metagenómico. Se enfatizó la microbiología de cinco localizaciones en el cuerpo: oral, piel, vaginal, intestino y nasal/pulmonar. El proyecto también financió la secuenciación de secuencias de ARNr 16S bacterianas amplificadas por reacción en cadena de la polimerasa en sujetos humanos.

## Introducción

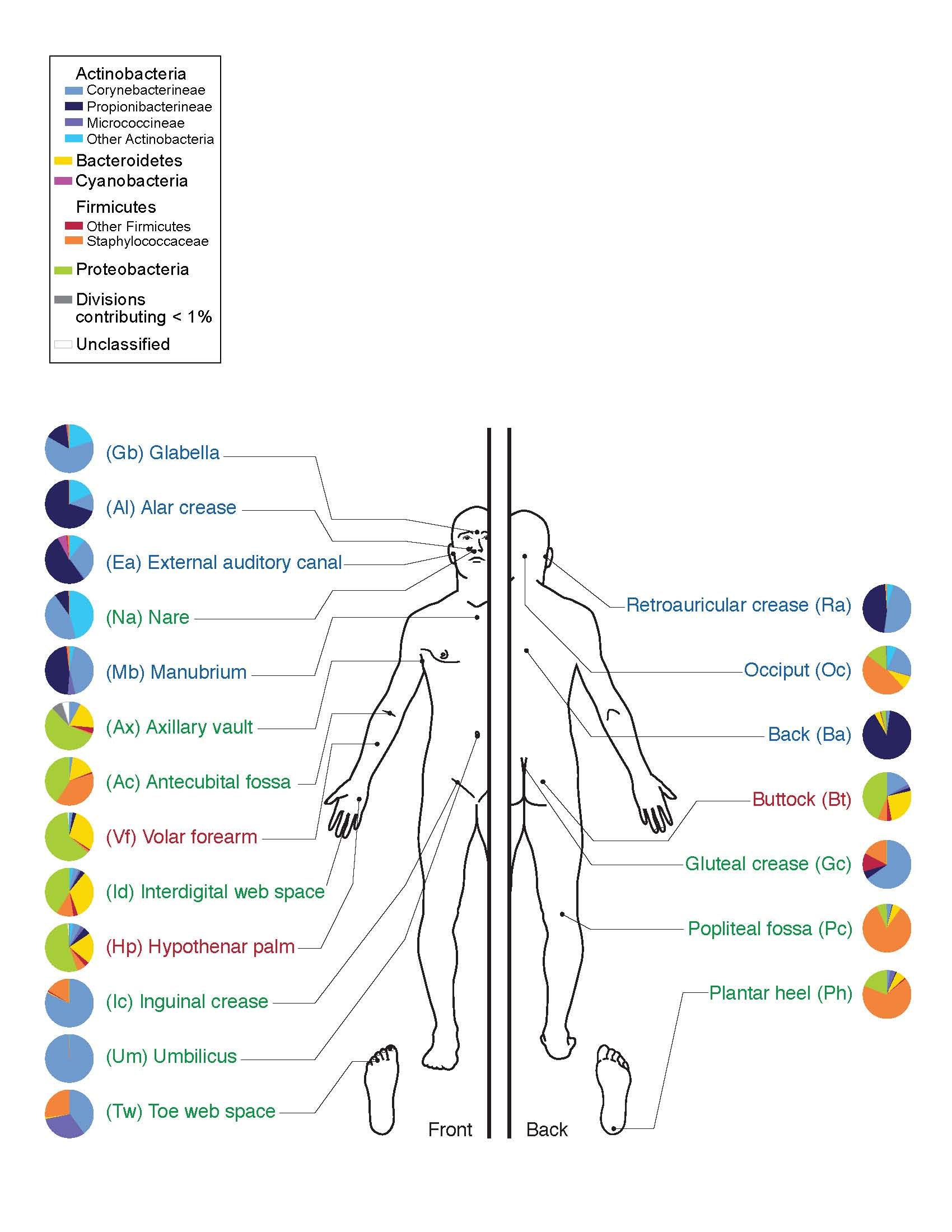
Representación de las prevalencias de varias clases de bacterias en sitios seleccionados en la piel humana

A partir de 2014, se informaba a menudo en medios populares y literatura científica de que hay alrededor de 10 veces más células microbianas que células humanas en el cuerpo humano; esta cifra estaba basada en estimaciones de que el microbioma humano incluye 100 billones de células bacterianas, mientras que un humano adulto típico tiene alrededor de 10 billones de células humanas. En 2014, la Academia Americana de Microbiología publicó un FAQ (frequently asked questions) que enfatizó que tanto el número de células microbianas como el células humanas son ambos estimaciones, y señaló que la investigación reciente había llegado a una nueva estimación del número de células humanas en alrededor de 37 billones, significando esto que la proporción de células microbianas:humanas se encuentra probablemente alrededor de 3:1. En 2016, otro grupo publicó una nueva estimación de la proporción de aproximadamente 1:1 (1,3: 1, con «una incertidumbre del 25 % y una variación del 53 % respecto a la población de los varones estándar de 70 kg»).

Muchos de los organismos que componen el microbioma humano no han podido ser cultivados con éxito, identificados, o caracterizados de algún modo. Sin embargo, los organismos que se piensan encontrar en el microbioma humano pueden ser generalmente categorizados como bacterias (la mayoría), miembros del dominio Archaea, levaduras y eucariotas unicelulares, así como varios parásitos helmintos y virus, estos últimos incluyendo virus que infectan a los microorganismos celulares (por ejemplo, los bacteriófagos, los virus de bacterias).
El PMH tratará algunas de las preguntas científicas actuales más inspiradoras, fastidiosas y fundamentales. Es importante destacar que también tiene el potencial de romper las barreras artificiales entre la microbiología médica y la microbiología ambiental. Se espera que el PMH no sólo identifique nuevas formas de determinar la salud y la predisposición a las enfermedades, sino también definir los parámetros necesarios para diseñar, implementar y monitorear estrategias para manipular intencionalmente la microbiota humana para así optimizar su desempeño en el contexto de la fisiología de un individuo.
El PMH se ha descrito como una lógica extensión conceptual y experimental del Proyecto Genoma Humano. En 2007 el proyecto del microbioma humano fue enumerado en la hoja de ruta del NIH para la investigación médica como uno de los nuevos caminos al descubrimiento. La caracterización organizada del microbioma humano también se está realizando internacionalmente bajo los auspicios del Consorcio Internacional del Microbioma Humano. Los Institutos Canadienses de Investigación en Salud (CIHR,Canadian Institutes of Health Research), a través del Instituto de Infecciones e Inmunidades de los CIHR, lideran la Iniciativa Canadiense de Microbioma para desarrollar un coordinado esfuerzo de investigación enfocado a analizar y caracterizar los microbios que colonizan el cuerpo humano y su posible alteración durante enfermedades crónicas.

## Objetivos
El PMH incluye los siguientes objetivos:
- Desarrollar un conjunto de referencia de secuencias de genomas microbianos y realizar la caracterización preliminar del microbioma humano.
- Explorar la relación entre la enfermedad y los cambios en el microbioma humano.
- Desarrollar nuevas tecnologías y herramientas para el análisis computacional.
- Establecer un repositorio de recursos.
- Estudiar las implicaciones éticas, legales y sociales de la investigación sobre el microbioma humano.

## Hitos

### Base de datos de referencia establecida
El 13 de junio de 2012, un importante hito del Proyecto Microbioma Humano (PMH) fue anunciado por el director del NIH, Francis Collins. Dicho anuncio se acompañó de una serie de artículos publicados en Nature y numerosas revistas del Public Library of Science (PLoS) el mismo día. Mediante el mapeo de la composición microbiana normal de humanos sanos, gracias al uso de técnicas de secuenciación de genoma, los investigadores del PMH han cerado una base de datos de referencia y los límites entre los que el microbioma humano varía.
Partiendo de 242 voluntarios sanos en Estados Unidos, se recolectaron más de 5000 muestras de 15 (en hombres) a 18 (en mujeres) localizaciones distintas en el cuerpo, como la boca, nariz, piel, intestino y vagina. Todo el ADN, humano y microbiano, fue analizado mediante máquinas secuenciadoras de ADN. La información acerca del genoma microbiano se extrajo mediante la identificación del ARN ribosomal 16S, ARN ribosomal específico de bacterias. Se calculó que más de 10.000 especies microbianas habitaban el ecosistema humano, identificando el 81-99 % de los géneros. Además de establecer la base de datos de referencia del microbioma humano, el proyecto también descubrió algunas «sorpresas», como las siguientes:
- Los microbios aportan más genes responsables de la supervivencia humana que los genes propios de los humanos. Se estima que los genes codificadores de proteínas bacterianas son 360 veces más abundantes que los genes humanos.
- Las actividades metabólicas microbianas (por ejemplo, digestión de grasas) no siempre son proporcionadas por la misma especie bacteriana. Así, la propia presencia de dichas actividades parece importar más que qué especie en concreto la realice.
- Los componentes del microbioma humano cambian con el tiempo, y son afectados por enfermedades y medicación. Sin embargo, el microbioma finalmente vuelve a un estado de equilibrio, aunque la composición de los tipos bacterianos cambia.

### Aplicación clínica
Entre las primeras aplicaciones clínicas que emplearon los datos proporcionados por el PMH, como se ha reportado en muchos artículos publicados en PLoS, los investigadores han descubierto un cambio hacia una menor diversidad de especies en la microbiota vaginal de las mujeres embarazadas en preparación para el nacimiento, así como una alta carga de ADN viral en la microbiota nasal de niños con casos de fiebre sin explicación. Otros estudios que han empleado datos y técnicas del PMH incluyen el papel del microbioma en diversas enfermedades en el tracto digestivo, piel, órganos reproductivos, y trastornos de la infancia.

### Aplicación farmacéutica
Los microbiólogos farmacéuticos han considerado las implicaciones de los datos del PMH en cuanto a la presencia / ausencia de microorganismos «objetables» en productos farmacéuticos no estériles, y también en cuanto al monitoreo de los microorganismos en los ambientes controlados en los que se fabrican los productos. Este último también tiene implicaciones con respecto a la selección de medios y estudios de eficacia de desinfectantes.